# Sommerschafweide in Lindenhalde und Wiesensteigtrieb
Die Sommerschafweide in Lindenhalde und Wiesensteigtrieb ist ein vom Landratsamt Münsingen am 31. Mai 1955 durch Verordnung ausgewiesenes Landschaftsschutzgebiet auf dem Gebiet der Stadt Münsingen.

## Lage
Das nur etwa 3,8 Hektar große Landschaftsschutzgebiet liegt etwa einem Kilometer nordöstlich des Stadtteils Bremelau an einem nordexponierten Hang des Schandentals. Es gehört zum Naturraum Mittlere Flächenalb und liegt in der Entwicklungszone des Biosphärengebiets Schwäbische Alb.
Der geologische Untergrund reicht von den Formationen der Unteren Massenkalke über die Oberen Massenkalke bis zu den Liegenden-Bankkalke-Formationen des Oberjuras.

## Landschaftscharakter
Die ehemalige Schafweide ist heute nahezu vollständig bewaldet.